# Șavuot
Șavuot (Shavuot, ebraică: שבועות; în pronunția așkenază Șavuos, ad literam, "Săptămâni" Hag Hașavuot = Sărbătoarea săptămânilor") este o sărbătoare evreiască care cade în ziua a șasea a lunii Sivan. (În calendarul gregorian ea cade la sfârșitul lunii mai- începutul lunii iunie). Ea eternizează momentul când Legea divină Tora a fost dată poporului evreu pe muntele Sinai. Este una din așa-numitele "șaloș regalim", adică cele trei evenimente festivalice când evreii făceau pelerinaj la Ierusalim.
În Statul Israel ea este o sărbătoare legală de o zi. În Diaspora evreiască este celebrată vreme de două zile - 6-7 Sivan.
Celebrarea Șavuotului este direct legată de ziua Pesahului (Paștelui). Tora poruncește să se numere șapte săptămâni numite "Omer", începând cu a doua zi a Paștelui, până la data marcată ca Șavuot. Această numărare a zilelor ar exprima ahtierea poporului după cuvântul divinității exprimat în Tora. La sărbătoarea Pesah, evreii serbează eliberarea din robia faraonului, iar la Șavuot - primirea Legii (Tora) care i-a consacrat, după tradiția iudaică antică, într-un popor dedicat slujirii lui Dumnezeu.
Sărbătoarea Șavuot este legată de mai multe aspecte ale vieții evreiești, mai ales din timpul practicării agriculturii în Israelul antic, (Țara lui Israel,Țara Sfântă) și de aceea poartă în Biblie mai multe denumiri: Sărbătoarea săptămânilor(חג השבועות Hag haȘavuot), Sărbătoarea secerișului( חג הקציר Hag haKațir), Ziua primelor roade(יום הבכורים Iom haBikurim). Talmudul se referă la această sărbătoare ca Ațeret (ebr: "adunare solemnă"), deoarece reprezintă o desăvârșire a activităților din timpul și de după zilele de Pesah. Deoarece Șavuot se sărbătorește după 50 de zile de la Pesah, creștinii îl numesc Pentecostul (Rusaliile).
Pe lângă semnificația dăruirii Torei pe muntele Sinai, Șavuot este legat de sezonul recoltei grânelor, care dura șapte săptămâni și era un timp al bucuriei. Acest sezon începea cu recolta orzului la Pesah și se termina cu recolta grâului la Șavuot. În perioada când exista Templul din Ierusalim, se ofereau două pâini de grâu ca jertfă.
De sărbătoarea Șavuot evreii antici aduceau ca jertfă primele roade ale anului. Aceste roade (bikurim) erau luate din șapte specii pentru care era slăvit pământul Israelului: grâul, orzul, smochinele, strugurii, rodiile, măslinele și curmalele. Fiind o societate agrară, fiecare țăran lega o panglică de fiecare fruct copt. Apoi primele fructe coapte erau culese și aduse în Ierusalim ca ofrandă lui Dumnezeu.
Celebrarea sărbătorii Șavuot se deosebește de celelalte pentru că ea nu are un set de porunci (mițvot) direct prescrise în Tora altele decât abținerea de la muncă, serviciile de rugăciuni speciale și mâncărurile festive. Oricum, și la această sărbătoare sunt păstrate numeroase obiceiuri tradiționale, care în cercurile evreiești ortodoxe au valoare de lege. 
Aceste tradiții sunt:

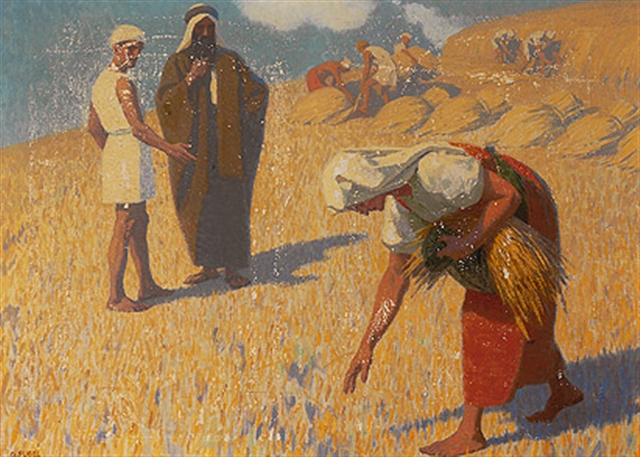
Rut culegând spice în urma secerișului - pictură de Gebhard Fugel

אקדמות – Akdamut, lectura unui poem liturgic în timpul Șavuot la rugăciunea de dimineață;
חלב – Halav (lapte), consumarea laptelui și a produselor lactate;
רות – Rut, lectura cărții „Rut” din Biblie la serviciul religios de dimineață;
ירק – Yerek, decorarea casei și a sinagogii cu fructe și legume;
תורה – Tora, studiul nocturn al Torei. 
Akdamut este un poem liturgic scris în limba arameică ,care preamărește însemnătatea lui Dumnezeu, a Torei și a Israelului. Este recitat public în sinagogă în prima zi a sărbătorii de Șavuot. A fost compus de Rabi Meir din Worms, al cărui fiu a fost omorât în timpul Cruciadei din 1096. Rabi Meir și-a apărat credința într-o dispută cu preoții locali, după ce a scris poemul într-un acrostih în care fiecare vers se termină cu silaba "ta" (תא), conținând ultima și prima literă a alfabetului ebraic și simbolizând astfel infinitatea Torei. Melodia care însoțește de obicei acest poem are un caracter de grandoare și triumf. Comunitățile sefarde nu recită acest poem, dar includ în serviciul divin de seară o enumerare a celor 613 porunci ale Torei. 
În Evul Mediu exista o tradiție de a impune copiilor să lingă mierea de pe o scândură având inscripția unor fragmente din Tora.
Tradiția de a consuma produsele lactate are câteva explicații tradiționale, una fiind amintirea cuvintelor lui David despre Tora ca fiind ca "lapte și miere sub limbă". O altă explicație este că înaintea dăruirii Torei evreii nu cunoșteau încă legile dietetice de alimentație și pe cele ale tăierii rituale a animalelor după noua lege religioasă și, de aceea, au consumat într-o perioadă numai lactate.
Lectura cărții Rut amintește de sărbătoarea secerișului și de dorința ei de a deveni cu trup și suflet membră a poporului evreu prin acceptarea Torei.
În secolul al XII-lea în Franța a apărut obiceiul de a dedica noaptea de Șavuot lecturii și studiului Torei. Cabaliștii din evul mediu au stabilit o listă de texte religioase care sunt citite de această sărbătoare.

## Semnificația
Șavuot , denumit în cartea Torei (respectiv Pentateuhul în Vechiul Testament din Biblia creștină) și Sărbătoarea secerișului (Hag Hakatzir) sau Yom Habikurim (Ziua Pârgii sau a Primelor Roade) este o sărbătoare însemnată (hag sau mo'ed) a iudaismului, a doua dintre cele trei sărbători de pelerinaj (Shalosh Regalim) ale evreilor în Țara Israelului din antichitate. Spre deosebire de celelalte două sărbători de pelerinaj Sukot (Sărbătoarea colibelor) și Pesah (Paștele) care durau șapte zile, Șavuot se celebrează într-o singură zi (în zilele noastre in Diaspora evreiască - în afara Țării Israel se sărbătorește două zile). Șavuot cade la terminarea numărătorii Omer (Sfirat Haomer) care începe după prima zi de Pesah și durează șapte săptămâni. De aceea se numește Hag Hașavuot - Sărbătoarea Săptămânilor.În calendarul evreiesc cel fix din zilele noastre Șavuot cade in ziua de 6 Sivan  (ו בסיוון - Vav be Sivan sau Hamishá beSivan)   
În vremea când exista Templului din Ierusalim, de sărbătoarea Șavuot se sacrifica, alături de două oi, o jertfă deosebită de două pâini dospite - Shtei Lehem - din primele roade ale grâului cules. Savuot semnala încheierea secerișului orzului și începutul secerișului grâului, precum și sezonul culesului primelor roade, care dura până la Sukot. În acest sezon erau aduse la Templul din Ierusalim  primele roade  - bikurim -(cunoscute românește și ca pârga sau trufandale) - fiecare fel la timpul său.
În afara semnificației agricole explicite menționate în Tora, Părinții Sinagogii - "hazal" =    și Cartea Jubileelor au identificat sărbătoarea de Șavuot cu Vremea Dăruirii Legii sau a Torei pe Muntele Sinai (Zman Matan Torá) și a primirii ei de către israeliți sau evrei la poalele Sinaiului. 
Din această cauză în cursul ceremoniei la sinagogă rugăciunile (tefilot) și cântecele festive (mizmorim) menționează primirea Torei (Revelația sinaitică - Maamad Har Sinai), de asemenea este citită pericopa referitoare la acest eveniment și la Cele Zece Porunci (Aseret Hadibrot) și se studiază Tora. Cele trei zile care preced Șavuot se numesc „Shlosha yemei hahagbala” "Cele trei zile de îngrădiri" în amintirea zilelor de îngrădiri (îndeosebi interdicția apropierii de Muntele Sinai) în care israeliții s-au pregătit de primirea Legii divine.

## Stabilirea datei sărbătorii Șavuot
În cartea Leviticului din Tora datarea Șavuotului este formulată astfel: 
”וּסְפַרְתֶּם לָכֶם מִמָּחֳרַת הַשַּׁבָּת מִיּוֹם הֲבִיאֲכֶם אֶת עֹמֶר הַתְּנוּפָה שֶׁבַע שַׁבָּתוֹת תְּמִימֹת תִּהְיֶינָה
„Din ziua a doua după întâi a sărbătorii (mimohorat hashabat n.n.) din ziua în care veți aduce snopul legănat, să numărați șapte săptămâni întregi”
 (Levitic, 23, 15) 
În vremea celui de-al Doilea Templu din Ierusalim saducheii și betuseii, care nu recunoșteau Talmudul („Tora orală”) socoteau datarea sărbătorii de Șavuot la cincizeci de zile de la prima sâmbătă de după sacrificiul Omer din sărbătoarea Pesah. După calculul lor Șavuot cădea întotdeauna într-o zi de duminică, dar nu la o dată fixă în calendar. 
Aceasta deoarece ei interpretau cuvântul „shabat” din acest verset ca sâmbătă și nu ca sărbătoare, zi de odihnă, iar numărătoarea Omer dura, după ei, șapte săptămâni întregi de la prima sâmbătă de după sacrificiul de Pesah (sacrificiul Omer, aducerea snopului legănat - Omer Hatnufá) pana la a doua zi de după a șaptea sâmbătă.     
Fariseii și apoi iudaismul rabinic (opus celui karait) au interpretat după tradiția talmudică si au tradus shabat cu sărbătoare, si atunci numărătoarea Omer începea pentru ei din a doua zi de după prima zi de Pesah, adică din 16 Nisan. După acest calcul, Savuot cade întotdeauna într-o dată fixă în calendarul ebraic - ziua a -50-a de la terminarea primei zile de Pesah. În calendarul ebraic actual,  această zi este 6 Sivan.   
În tradiția evreilor Beta Israel din Etiopia cuvântul Shabat se referea în acest caz de asemenea la Pesah, dar numărătoarea începea din a doua zi după a șaptea zi de Pesah, și de aceea sărbăatoarea Savuot cădea la ei în 12 Sivan și nu în 6 Sivan.